# 23번가역 (IRT 브로드웨이-7번로선)
23번가(23rd Street)역은 뉴욕 지하철 IRT 브로드웨이-7번로선의 역이다. 맨해튼 첼시의 23번가와 7번로(Seventh Avenue)에 위치한 이 역은 전시간 1, 심야 2 열차가 운행된다. 열차는 전시간 1량, 심야에는 2량으로 운행된다.

## 역사

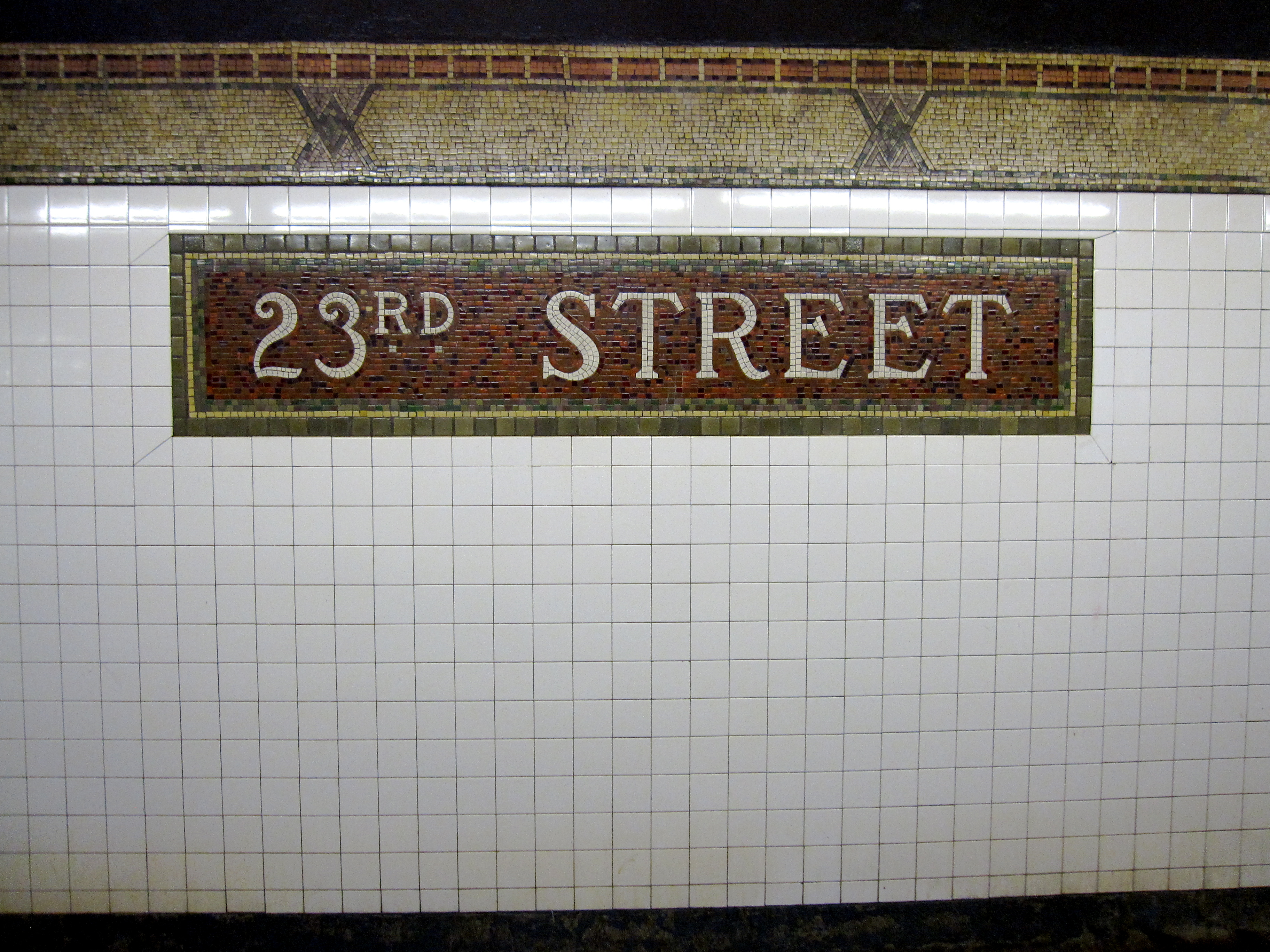
모자이크 역명판

1913년 3월 19일에 체결된 이중 계약은 뉴욕의 도시철도 노선의 건설 및 복구와 운영을 위한 계약이었다. 계약은 시와 두 개의 개별 민간 회사(인터버러 래피드 트랜짓 컴퍼니, 브루클린 래피드 트랜짓 컴퍼니) 사이에 체결되어 이중 계약의 건설을 가능하게 하기 위해 협력한다는 점에서 "이중(dual)"이었다. 이중 계약은 브루클린에 몇 개의 노선 건설을 약속했다. 계약 4의 일부로 IRT는 맨해튼 서쪽 운행을 위해 7번로, 배릭가, 웨스트브로드웨이를 따라 남쪽으로 내려가는 원래 지하철 노선의 지선을 건설하기로 합의했다.

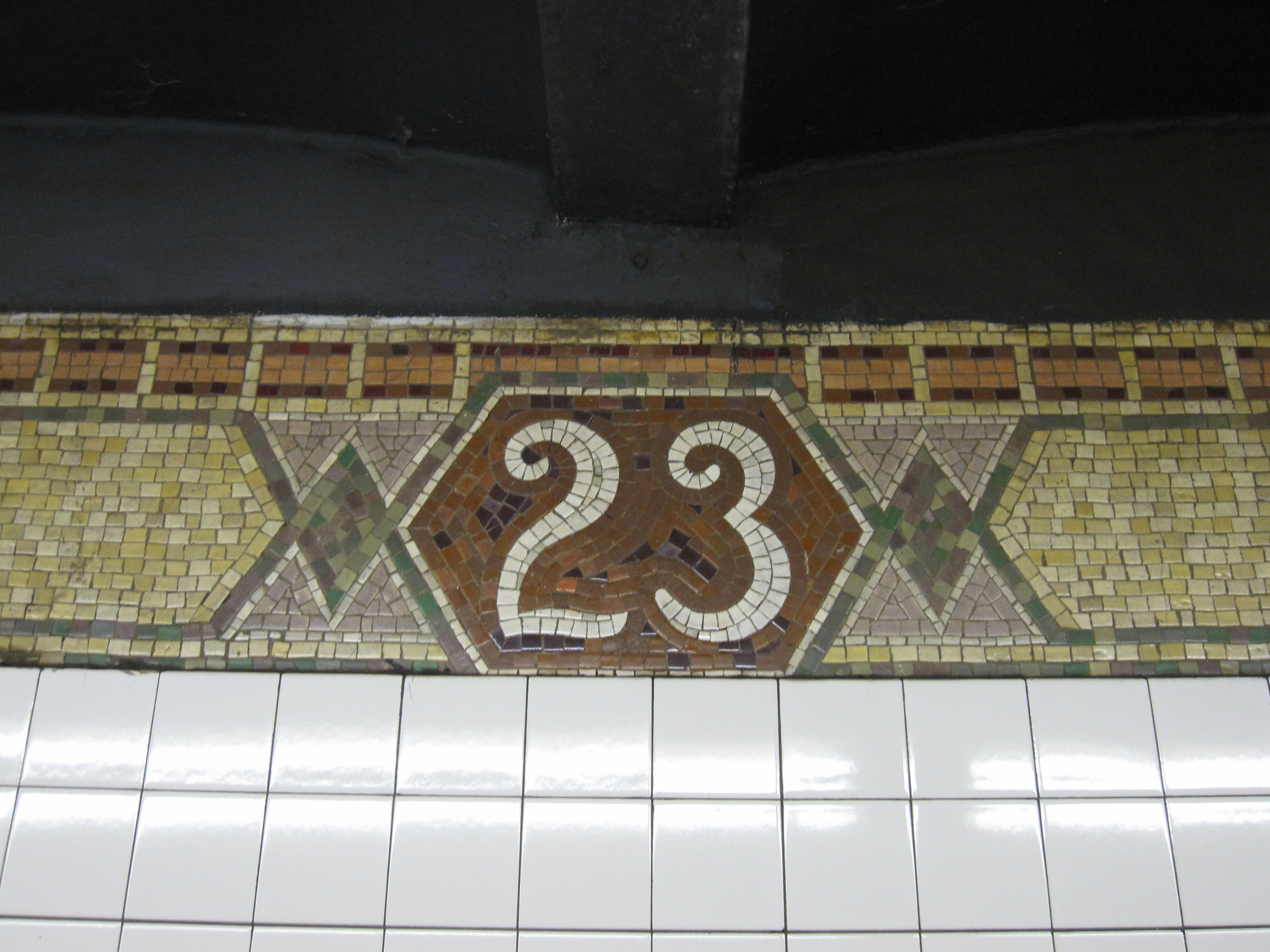
트림 라인의 번호판

렉싱턴 애비뉴선의 건설과 함께 이 노선의 건설로 IRT 시스템의 운영을 변화시켰다. 열차가 브로드웨이를 경유하여 42번가로 진입하는 대신에, 파크 애비뉴로 도달하기전에, 42번가 셔틀로 연결되는 두 개의 간선 노선이 생겼다. 시스템은 노선상에서 "Z" 시스템로 표기된 것이 "H" 시스템으로 변경되었다. 간선 하나는 새로운 렉싱턴 애비뉴선을 통해 파크 애비뉴를 따라 이어지고 다른 간선은 브로드웨이까지 새로운 7번로선을 통해 이어진다. 노선이 배릭가와 웨스트 브로드웨이를 따라 계속 이어지기 위해 이 거리를 확장해야 했으며, 두 개의 새로운 거리인 7번로 연장선(Seventh Avenue Extension)과 베릭가 연장선(Varick Street Extension)이 건설되었다. 지하철 연장은 로어웨스트사이드의 성장과 첼시와 그리니치 빌리지와 같은 주거지로 이어질 것으로 예측되었다.

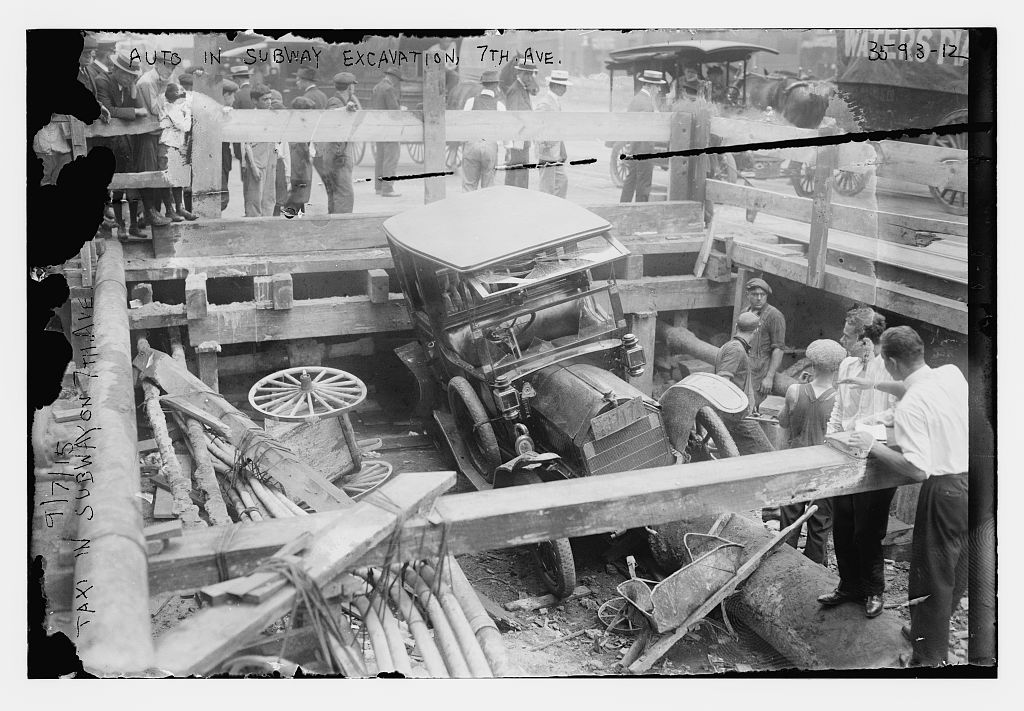
1915년 7번가 지하철 붕괴 현장, 터널에 차량이 추락되어 있다.

1915년 9월 22일 지하철 23번가역 공사 도중 폭발이 일어나 터널이 붕괴되었다. 지하철 터널에서 발생한 다이너마이트 폭발로 7번가위 판자 도로가 파괴된 후 7명이 사망했다. 그 결과, 붐비는 전차와 양조장 트럭이 굴착 작업장에 떨어져 부상자의 대부분을 차지했다.
1918년 7월 1일 34번가-펜역에서 사우스 페리까지 노선이 연장되면서 23번가역이 개통되었고, 셔틀이 운행되었다. 새로운 "H" 시스템은 1918년 8월 1일에 시행되어 브로드웨이-7번로선의 두 반쪽을 연결하고 모든 웨스트 사이드 열차를 타임스 스퀘어에서 남쪽으로 보냈다. 이 전환의 즉각적인 결과로 원래 노선대로 가기 위해서는 42번가 셔틀을 사용하여 환승해야 한다. "H" 시스템의 완성은 IRT 시스템의 용량을 두 배로 증가시켰다.
이 역은 1990년대에 보수되었다.
2021년 4월 MTA는 네트워크 접근성 평가의 일환으로 북행 승강장 벽을 따라 점자 안내도를 설치했다.:76

## 역 구조
틀:NYCS Platform Layout IRT Broadway–Seventh Avenue Line/local
이 지하역은 2면 4선의 상대식 승강장으로 이루어졌다. 2개의 급행 선로는 주간에 2번과 3번 열차가 사용한다.
두 승강장 모두 원래 모자이크 트림 라인과 노란색과 올리브 녹색과 함께 갈색과 빨간색이 주를 이루는 역명판을 가지고 있다. 폭이 좁아지는 승강장 양쪽 끝을 제외하고, 두 승강장 모두 일정한 간격으로 고동색 I-빔 기둥이 이어지며, 교대로 흰색 글씨와 검은색 배경의 표준 역명판이 세워져 있다.

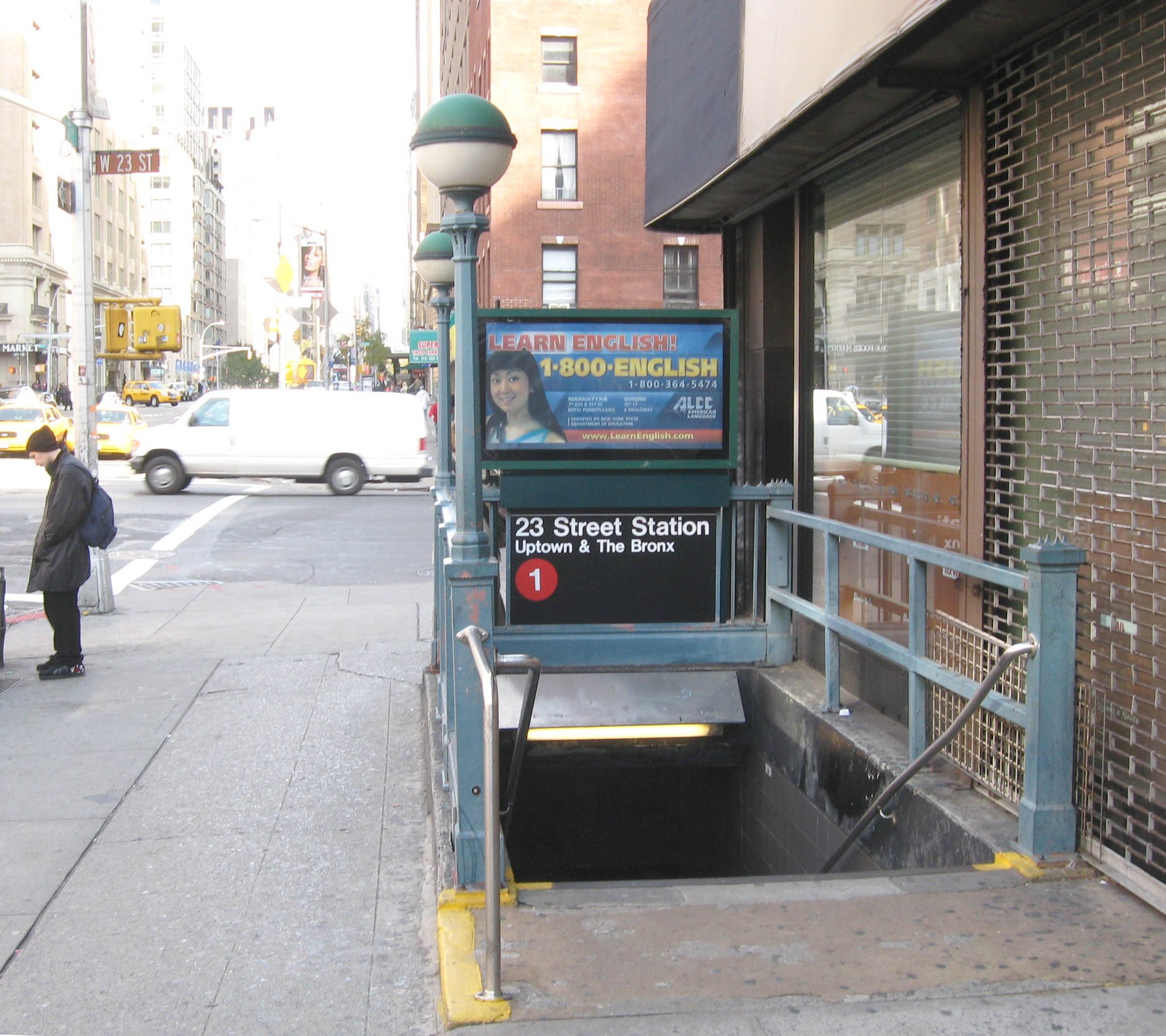
북행 계단

### 출구
각 승강장마다 중앙에 동일층의 운임 통제 구역이 하나씩 있으며, 승강장간 횡단로가 없다. 북행 승강장에는 이 역의 상시 개찰구 뱅크와 토큰 부스가 있고 23번가와 7번가의 동쪽 모퉁이로 가는 계단 2개가 있다. 남행 승강장에는 직원이 없는 개찰구 세트가 있고 같은 교차로의 서쪽 모퉁이로 가는 계단 2개가 있다.